# إحرام
الإحرام الحج أو العمرة في دين الإسلام هو نية الدخول في النسك مقروناً بعمل من أعمال الحج كالتلبية أوالتجرد، ويخطئ كثير من الناس حيث يعتقدون أن الإحرام هو التجرد من المخيط والمحيط.

## حكمه
وهو واجب من واجبات الإحرام، وعلى من أتى بأحد محظوراته، إما أن يذبح شاة، أو يصوم ثلاثة أيام ، أو يطعم ستين مساكين.

## شروط صحة الاحرام

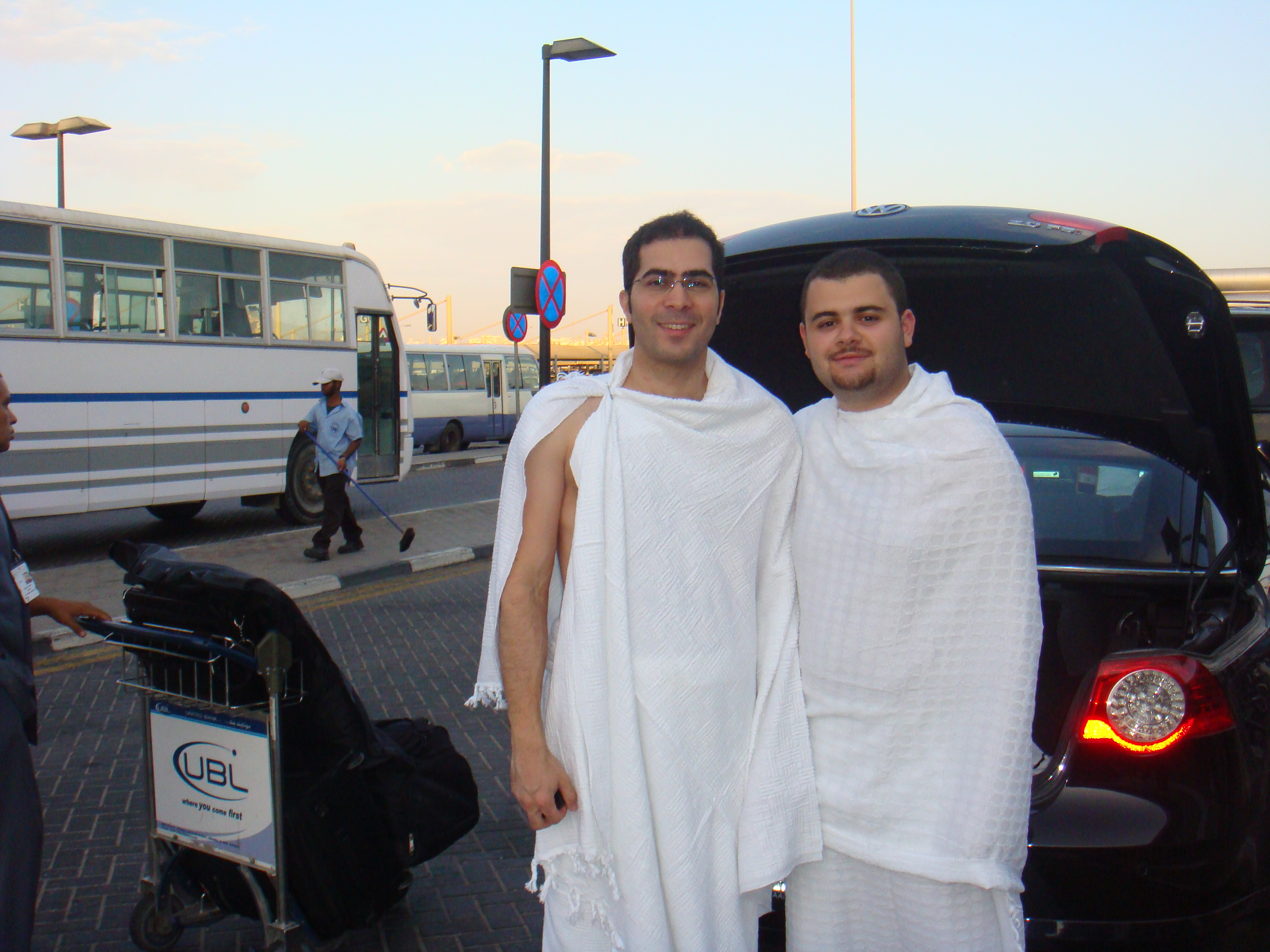
حاجان في لباس الإحرام

ويشترط لصحة الإحرام الإسلام والنية، وَزَادَ ْفُقَهَاءُ الْحَنَفِيَّةُ لِصِحَّةِ الإْحْرَامِ: الإْسْلاَمَ وَالنِّيَّةَ، وَهُوَ الْمَرْجُوحُ عِنْدَ الْمَالِكِيَّةِ ـ اشْتِرَاطَ التَّلْبِيَةِ أَوْ مَا يَقُومُ مَقَامَهَا.

## أنواع الإحرام بالحج
فيمكن أداء فريضة الحج على واحد من ثلاثة وجوه: الإفراد، القِران، التَّمتع، ويُسن للمسلم أن يحدد عند الاِحرام أيَّ وجه من هذه الوجوه يريد، فإذا أحرم دون أن يقصد أحد هذه الوجوه يصح إحرامه وحجُّه إن فعل أحد هذه الوجوه. ويجوز لمن نوى التمتع أن يعدل عنه إلى القران، كما يجوز للمفرد أن يعدل أيضاً إلى القران، ويجوز للقارن أن يعدل للإِفراد على أن يتم العدول قبل الطواف.

## أعمال الأحرام

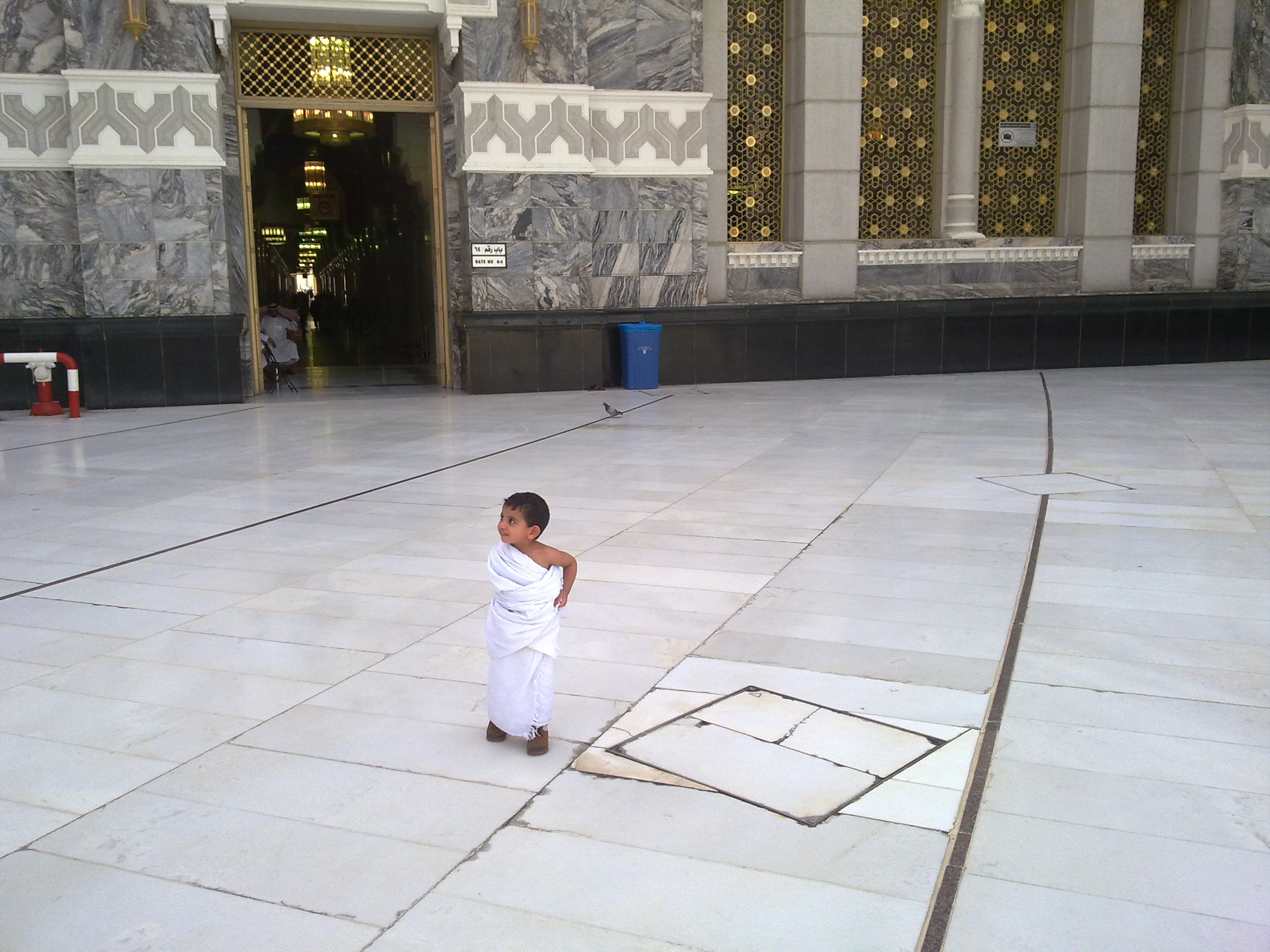
طفل يلبس الإحرام

وهو الركن الأول من أركان الحج، إذا وصل المسلم إلى الميقات وأراد أن يحرم فيستحب له أن يقص أظفاره ويزيل شعر العانة، وأن يغتسل ويتوضأ. ثم يلبس بعد ذلك ملابس الإحرام، بعد ذلك يصلى الحاج ركعتي الإحرام (لا يوجد أي دليل لركعتي الإحرام) ثم ينوي بعد ذلك الحج بقلبه أو بلسانه، فأما الحاج المتمتع فيقول: «لبيك بعُمرة» لإنه سيقوم بأداء مناسك العمرة أولا قبل ثم يتحلل قبل مناسك الحج، أما الحاج المقرن فيقول: «لبيك بحج وعمرة»، أما الحاج المفرد فيقول: «لبيك بحج» ويبقى محرماً حتى يوم النحر.

### خصائص ثياب الإحرام
- بالنسبة للرجل فيلبس إزار ورداء أبيضين طاهرين.
- بالنسبة للمرأة فتلبس ما تشاء من اللباس الساتر دون أن تتقيد بلون محدد، لكن تجتنب في إحرامها لبس النقاب والقفازين.
- يحرم على الرجل لبس الثياب المخيطة ويجوز للمرأة.

## مباحات الإحرام
- فيباح للمحرم بعد الإحرام الاغتسال وتغيير ملابس الإحرام واستعمال الصابون للتنظيف ولو كانت له رائحة.
- وللمرأة غسل شعرها ونقضه وامتشاطه فقد أذن الرسول ﷺ لعائشة  في ذلك بقوله: «انقضى رأسك وامتشطى» رواه مسلم.
- ويباح أيضا الحجامة وفقء الدمل ونزع الضرس، وقطع العرق، وحك الرأس والجسد دون شد الشعر، ويباح النظر في المرآة والتداوى. أما شم الروائح الطيبة فدائر بين الكراهة والتحريم، ومن ثم يستحب أن يمتنع الحج عن استعمالها قصدا أما ما يحدث من الجلوس أو المرور في مكان طيب الرائحة فلا كراهة فيه ولا تحريم.
- ويباح التظلل بمظلة أو خيمة أو سقف، والاكتحال، والخضاب بالحناء للتداوى لا للزينة، ويباح قتل الذباب والنمل والقراد والغراب والحدأة والفأرة والعقرب والكلب العقور وكل ما من شأنه الأذى.
- أما حشرات جسد الآدمى كالبرغوث والقمل فللمحرم إلقاؤها وله قتلها ولا شيء عليه وإن كان إلقاؤها أهون من قتلها، وإذا احتلم المحرم أو فكر أو نظر فأنزل فلا شيء عليه عند الشافعية.

## محظورات الإحرام

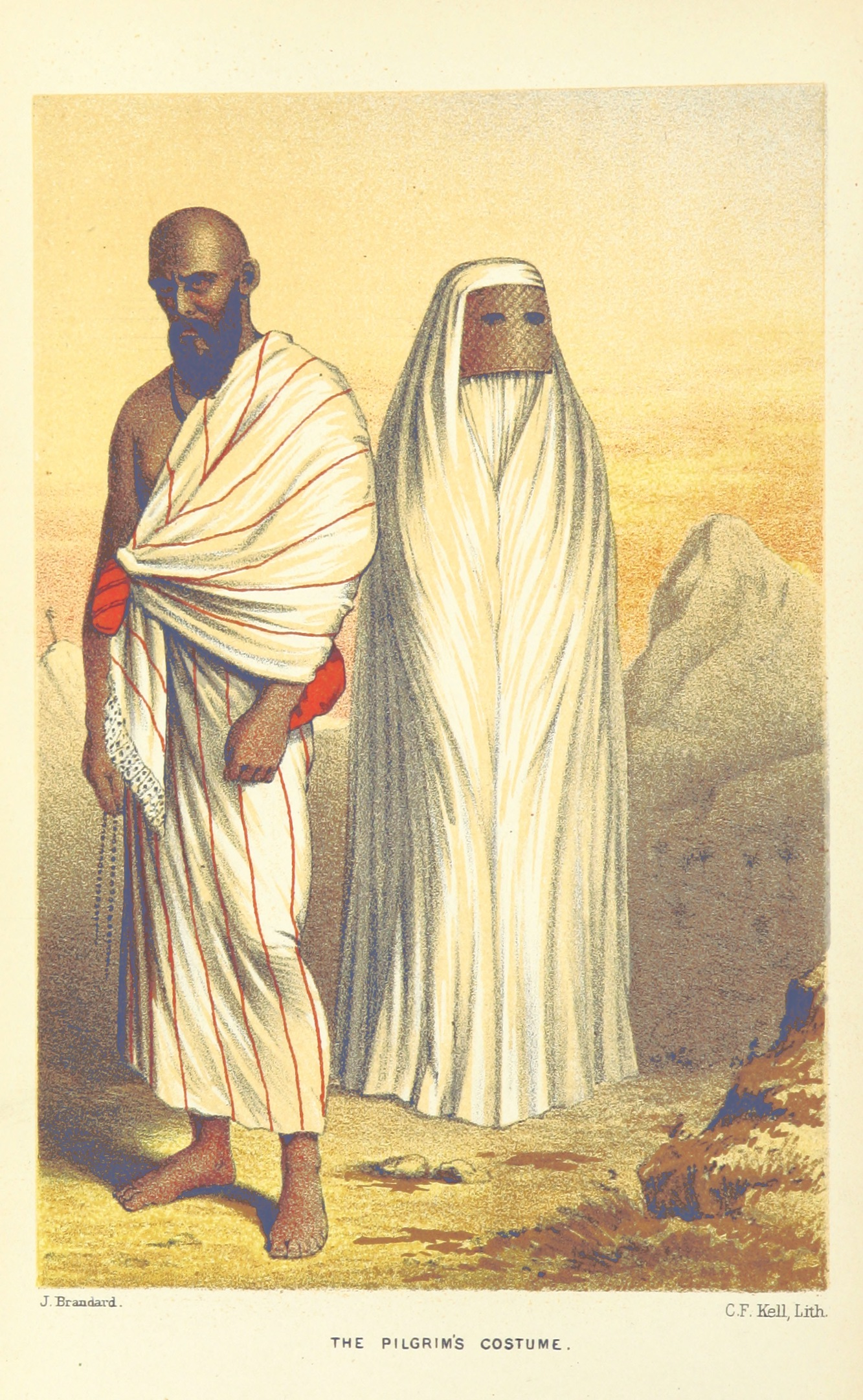
1893م

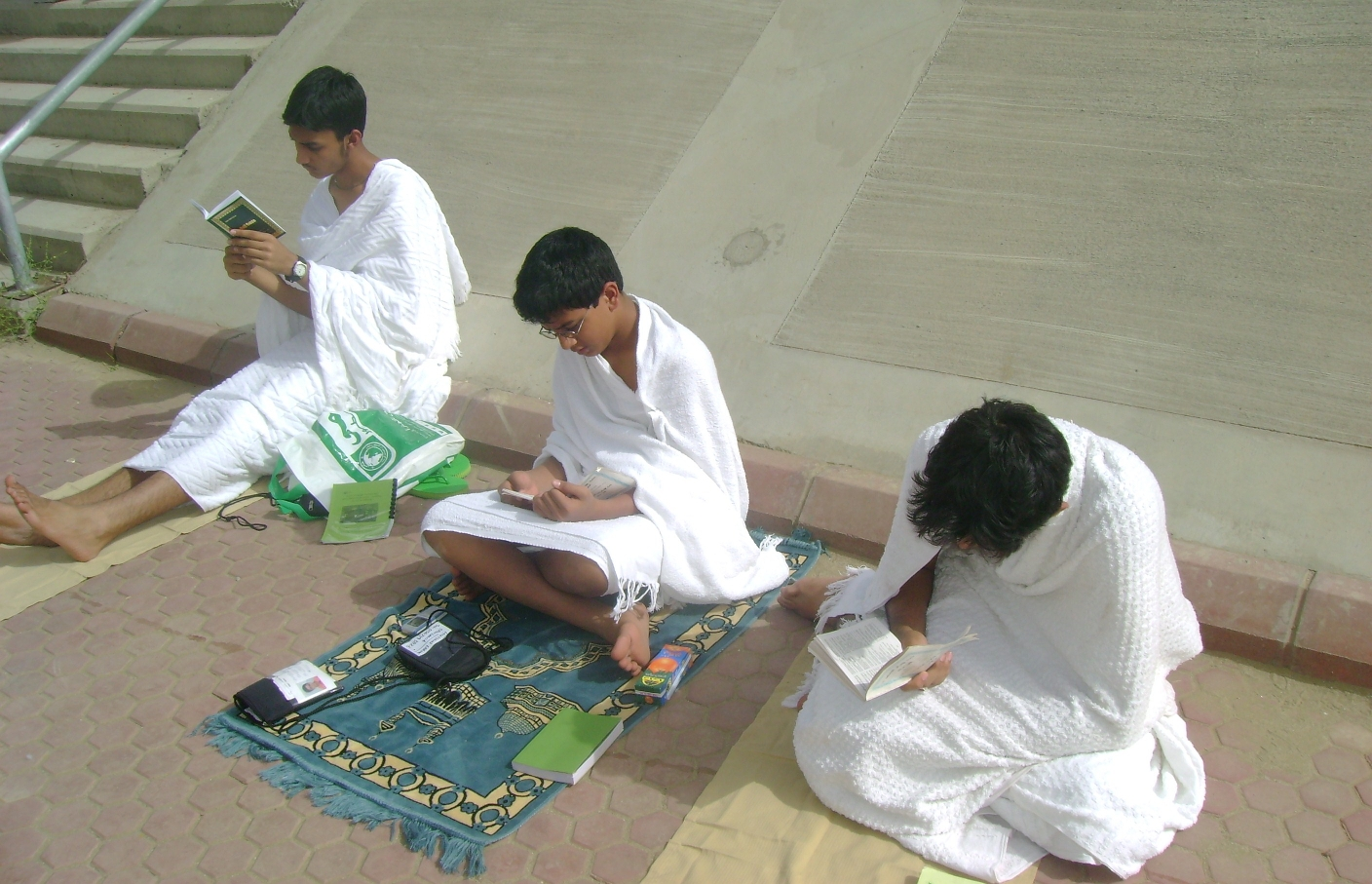
مجموعة رجال يلبسون الإحرام

- لا يجوز للمحرم لبس المخيط بما في ذلك ملابسه المعتادة بالنسبة للرجل، سواء كان ذلك في يقظته أو عند إرادته النوم، ولا يحل له مس الطيب ولو طال إحرامه إلا بالتحلل الأول في الحج
- أو بالتحلل في العمرة، وهو يحصل بالحلق أو التقصير بعد الطواف والسعي، ويباح للحاج خلع ملابس الإحرام بالتحلل الأول.
- قال النووي في المجموع: اتفقت نصوص الشافعي والأصحاب على أنه يحرم على المحرم المباشرة بشهوة كالمفاخذة والقبلة واللمس باليد بشهوة قبل التحللين.[2]
- لا يجوز تطيب ملابس الإحرام، لأن النبي ﷺ نهى المحرم عن لبس ثوب مسه طيب، وقد سئل الشيخ ابن عثيمين رحمه الله عن تطييب ملابس الإحرام فقال: "لا يجوز؛ لأن النبي ﷺ قال: «لا تلبسوا ثوباً مسه الزعفران ولا الورس»".
- إزالة شعر الرأس من محظورات الإحرام، بأي وسيلة كانت تلك الإزالة، بالحلق أو التقصير أو النتف أو الحك ونحوه، لقوله سبحانه وتعالى: في سورة البقرة ﴿وَأَتِمُّوا الْحَجَّ وَالْعُمْرَةَ لِلَّهِ فَإِنْ أُحْصِرْتُمْ فَمَا اسْتَيْسَرَ مِنَ الْهَدْيِ وَلَا تَحْلِقُوا رُءُوسَكُمْ حَتَّى يَبْلُغَ الْهَدْيُ مَحِلَّهُ فَمَنْ كَانَ مِنْكُمْ مَرِيضًا أَوْ بِهِ أَذًى مِنْ رَأْسِهِ فَفِدْيَةٌ مِنْ صِيَامٍ أَوْ صَدَقَةٍ أَوْ نُسُكٍ فَإِذَا أَمِنْتُمْ فَمَنْ تَمَتَّعَ بِالْعُمْرَةِ إِلَى الْحَجِّ فَمَا اسْتَيْسَرَ مِنَ الْهَدْيِ فَمَنْ لَمْ يَجِدْ فَصِيَامُ ثَلَاثَةِ أَيَّامٍ فِي الْحَجِّ وَسَبْعَةٍ إِذَا رَجَعْتُمْ تِلْكَ عَشَرَةٌ كَامِلَةٌ ذَلِكَ لِمَنْ لَمْ يَكُنْ أَهْلُهُ حَاضِرِي الْمَسْجِدِ الْحَرَامِ وَاتَّقُوا اللَّهَ وَاعْلَمُوا أَنَّ اللَّهَ شَدِيدُ الْعِقَابِ ۝١٩٦﴾ [البقرة:196] .[4]

## وصلات خارجية
- مناسك الحج خطوة خطوة
- طريق الإسلام